# エドムンド・ロス

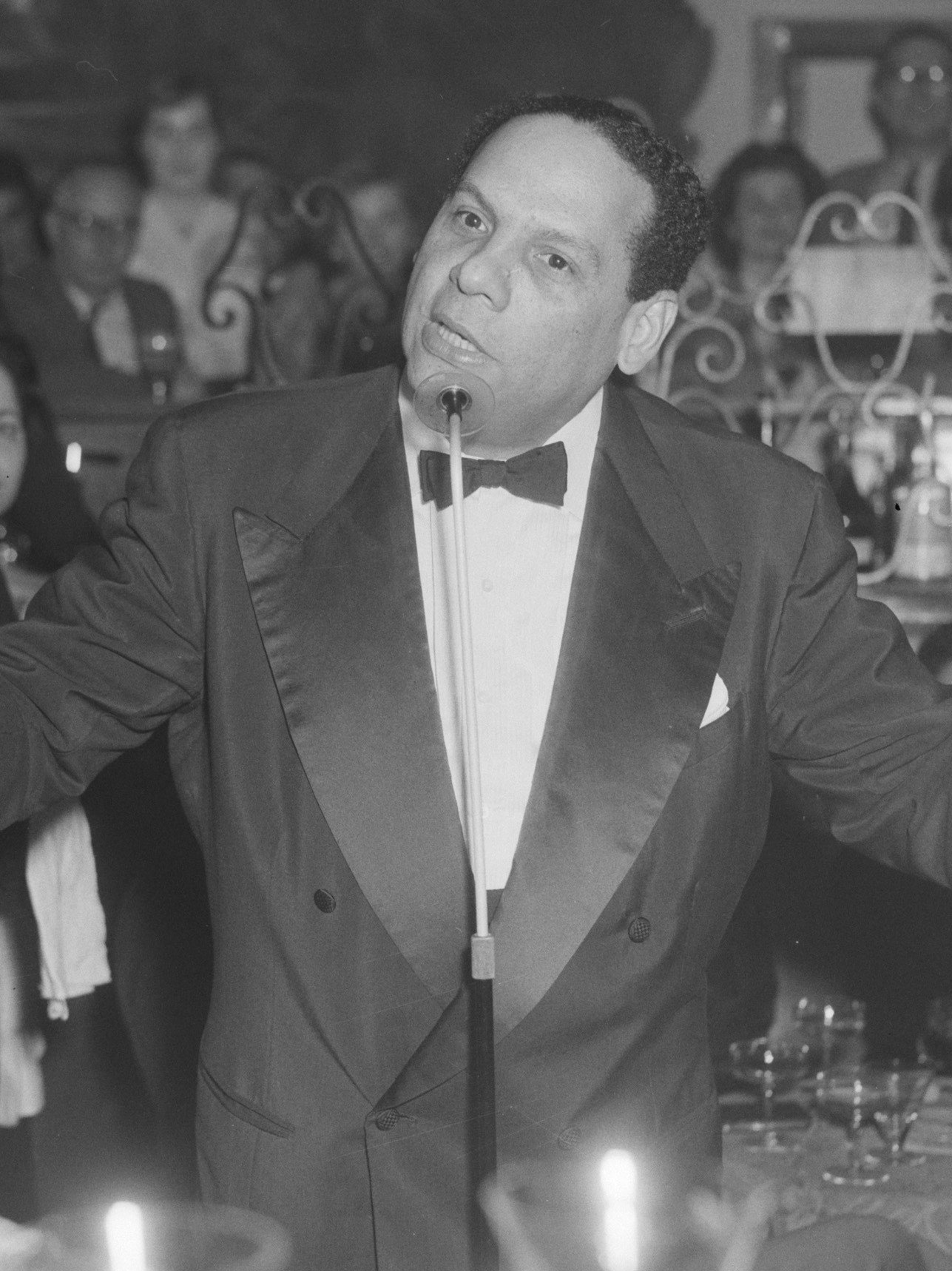
エドムンド・ロス(1957年)

エドムンド・ウィリアム・ロス（Edmundo William Ros、1910年12月7日 - 2011年10月21日）は、トリニダード・トバゴのミュージシャン。

## 人物
トリニダード・トバゴのポート・オブ・スペイン出身。イギリスで結成したラテン音楽のバンドは1960年代を中心に活躍した。2001年には大英帝国勲章を受章した。
2011年10月21日、余生を送っていたスペインのアリカンテにて、病気のため死去。100歳没。

## おもなヒット曲
- アマポーラ（映画『ワンス・アポン・ア・タイム・イン・アメリカ』）
- ブラジル
- Whipped Cream（TBSラジオ『毒蝮三太夫のミュージックプレゼント』テーマ曲）